# Hydranthea diaphana
Hydranthea diaphana är en nässeldjursart som först beskrevs av Hadzi 1912.  Hydranthea diaphana ingår i släktet Hydranthea och familjen Lovenellidae. Inga underarter finns listade i Catalogue of Life.